# David Hofstra
David Hofstra (* 1953 in Leavenworth, Kansas) ist ein US-amerikanischer Jazz-Bassist und Tubist.

## Leben und Wirken
Hofstra wurde in den 1980er Jahren in der New Yorker Avantgardeszene bekannt. Er trat dort im Umfeld der M-Base-Musiker auf, arbeitete mit Greg Osby, Robin Eubanks, aber auch im Umfeld der Downtown-Szene um John Zorn und Bill Frisell, David Rosenbloom sowie mit Bobby Previte, an dessen erstem Album Bump the Renaissance er mitwirkte. 1985 nahm er mit Wayne Horvitz dessen Album This New Generation auf und wirkte an John Zorns Konzeptalben The Big Gundown und Spillane mit. 1989 begleitete er Bill Frisell auf dessen Album Is That You?. In den 1990er Jahren arbeitete Hofstra mit dem New York Composers Orchestra, als Tubist in William Parkers Bigband-Produktion Sunrise in the Tone World 1997, außerdem mit Lou Grassi (1996) und Chris Kelsey (1999). Seit 1997 ist er zudem ständiger musikalischer Begleiter von Rachelle Garniez und auf fast allen ihren Alben zu hören. In den 2000er-Jahren spielte er Bass in Elliott Sharps Formation Terraplane, mit Dave Sewelson (Smooth FreeJazz, 2022) und in William Gagliardis 5tet, ferner mit dem Microscopic Septet um Phillip Johnston, mit Robin Holcomb und Dave Sewelson.